# بيورن فيري
بيورن فيري (بالسويدية: Björn Ferry)‏ هو متسابق بياثل سويدي، ولد في 1 أغسطس 1978 في Storuman Municipality ‏ في السويد.

## وصلات خارجية
- بيورن فيري على موقع IBU (الإنجليزية)
- بيورن فيري على موقع الاتحاد الدولي للتزلج (التزلج الريفي) (الإنجليزية)
- بيورن فيري على موقع اللجنة الأولمبية الدولية (الإنجليزية)
- بيورن فيري على موقع أوليمبيديا (الإنجليزية)
- بيورن فيري على موقع اللجنة الأولمبية السويدية (السويدية)
- بيورن فيري على موقع IMDb (الإنجليزية)
- بيورن فيري على موقع قاعدة بيانات الفيلم (الإنجليزية)